# L'Oiseau bleu (Metzinger)
Pour les articles homonymes, voir Oiseau bleu (homonymie).
L'Oiseau bleu est un tableau peint par Jean Metzinger en 1912-1913. Cette huile sur toile cubiste représente trois femmes nues dont l'une, debout, étreint un oiseau bleu, renvoi à la pièce de théâtre de Maurice Maeterlinck à laquelle l'œuvre emprunte son titre, L'Oiseau bleu. Présentée au Salon des indépendants de 1913, elle est conservée au musée d'Art moderne de Paris.

## Expositions
- Salon des indépendants de 1913, Paris, 1913 — n°2089.
- Apollinaire critique d'art, Pavillon des Arts, Paris, 1993 — n°86.
- Apollinaire, le regard du poète, musée de l'Orangerie, Paris, 2016 — n°97.
- Le Cubisme, Centre national d'art et de culture Georges-Pompidou, Paris, 2018-2019.